# Ювалде (округ)
Округ Ювалде (англ. Uvalde County) расположен в США, штате Техас. На 2000 год численность населения составляла 25 926 человек. По оценке бюро переписи населения США в 2009 году население округа составляло 26 811 человек. Окружным центром является город Ювалде.

## История
Округ Ювалде был сформирован в 1850 году.

## География
Согласно данным Бюро переписи населения США площадь округа Ювалде составляет 4031 км².

### Основные шоссе
- Шоссе 83
- Шоссе 90
- Автострада 55
- Автострада 127

### Соседние округа
- Риол  (север)
- Бандера  (северо-восток)
- Медина  (восток)
- Завала  (юг)
- Кинни  (запад)
- Маверик  (юго-восток)
- Эдуардс  (северо-запад)

## Демография
По данным переписи населения 2000 года в округе проживало 25 926 жителей. Среди них 29,5 % составляли дети до 18 лет, 14,3 % люди возрастом более 65 лет. 51,4 % населения составляли женщины.
Национальный состав был следующим: 96,4 % белых, 1,2 % афроамериканцев, 0,9 % представителей коренных народов, 0,7 % азиатов, 67,6 % латиноамериканцев. 0,7 % населения являлись представителями двух или более рас.
Средний доход на душу населения в округе составлял $12557. 23,8 % населения имело доход ниже прожиточного минимума. Средний доход на домохозяйство составлял $33121.
Также 59,6 % взрослого населения имело законченное среднее образование, а 13,8 % имело высшее образование.